# Brebevnica
Brebevnica (cirill betűkkel Бребевница, bolgárul Бребевница (Brebevnicá)) egy falu Szerbiában, a Piroti körzetben, a Dimitrovgradi községben.

## Népesség
- 1948-ban 413 lakosa volt.
- 1953-ban 372 lakosa volt.
- 1961-ben 329 lakosa volt.
- 1971-ben 233 lakosa volt.
- 1981-ben 148 lakosa volt.
- 1991-ben 90 lakosa volt
- 2002-ben 62 lakosa volt, akik közül 51 bolgár (82,25%), 5 szerb (8,06%)